# Nicola de Marco
Nicola de Marco (Pordenone, 28 de agosto de 1990) é um piloto de carros italiano.

## Carreira[1]
Nicola De Marco iniciou a sua carreira nos monolugares na Fórmula Azzurra em 2006, demonstrando imediatamente o seu ritmo, vencendo três das 14 corridas. Somou também mais cinco pódios ao longo da temporada, ficando em 3º lugar no final.
Em 2007 Nicola de Marco subiu na carreira para a Fórmula 3 italiana, sendo novamente competitivo desde início. Teve fortes duelos em Magione e Mugello, acabando todas as quatro corridas no pódio. Estes foram no meio de uma fantástica série de 10 corridas consecutivas a terminar nos quatro primeiro, sequência só interrompida na ronda 14 em Vallelunga. Tendo-se qualificado na Pole pela primeira vez na temporada, Nicola de Marco foi, infelizmente, forçado a abandonar, quando estava numa posição muito promissora na corrida. Com outro abandono na última corrida da temporada, acabou o campeonato em 6º.
Em 2008, Nicola de Marco foi para a Fórmula 3 Espanhola, onde competiu contra a sua futura adversária na Fórmula 2 FIA Natacha Gachnang e contra o campeão de Fórmula 3 Britânica em 2008 Jaime Alguersauri. Dois abandonos forçados nas duas primeiras corridas significaram um início mau de campeonato, mas na terceira ronda obteve a sua primeira vitória no campeonato. Na segunda corrida de Spa-Francorchamps, circuito que será visitado pela Fórmula 2 FIA em 2009.
Nicola De Marco somou mais uma vitória e um quinto lugar na corrida seguinte em Albacete, também somou resultados impressionantes em Magny-Cours, onde obteve segundo e quarto lugar nas duas corridas, respectivamente. Nicola de Marco terminou o campeonato num impressionante quarto lugar.

### Registo nos monolugares
| Época | Campeonato          | Vitórias | Pole positions | Lugar Final |
| ----- | ------------------- | -------- | -------------- | ----------- |
| 2006  | Fórmula Azurra      | 3        | 3              | 3º          |
| 2007  | Fórmula 3 Espanhola | ND       | 1              | 6º          |
| 2008  | Fórmula 3 Espanhola | 2        | ND             | 4º          |
| 2009  | Fórmula 2 FIA       | ND       | ND             | ND          |